# Lucyna Harc
Lucyna Harc z domu Czepiel (ur. 1968 w Wałbrzychu) – polska historyk specjalizująca się w archiwistyce, historii Śląska, historiografii oraz naukach pomocniczych; nauczyciel akademicki związana z Uniwersytetem Wrocławskim'. Od 2020 zastępca Naczelnego Dyrektora Archiwów Państwowych.

## Życiorys
Urodziła się w 1968 w Wałbrzychu. Od 1975 mieszkała w Radomsku, gdzie uczęszczała kolejno do Szkoły Podstawowej nr 9, a następnie I Liceum Ogólnokształcącego do klasy o profilu matematyczno-fizycznym. Tam też pomyślnie zdała egzamin maturalny w 1987. W latach 1987–1992 studiowała historię na Wydziale Nauk Historycznych i Pedagogicznych Uniwersytetu Wrocławskiego, gdzie otrzymała tytuł magistra po obronie pracy Polityka wewnętrzna ostatnich Antoninów (Marka Aureliusza, Lucjusza Werusa i Kommodusa), napisanej pod kierunkiem prof. dra hab. Tadeusza Kotuli.
Bezpośrednio po ukończeniu studiów została zatrudniona na macierzystej uczelni w Instytucie Historycznym UWr jako asystent w Zakładzie Nauk Pomocniczych Historii i Archiwistyki. W 2000 uzyskała stopień naukowy doktora nauk humanistycznych w zakresie historii o specjalności nauki pomocnicze historii na podstawie rozprawy Samuel Beniamin Klose na tle nowożytnej historiografii śląskiej do końca XVIII w. Studium historiograficzno-źródłoznawcze, napisanej pod kierunkiem prof. Kazimierza Bobowskiego. Rok później otrzymała stanowisko adiunkta w macierzystym instytucie. W 2012 została wybrana na zastępcę dyrektora Instytutu Historycznego UWr do spraw ogólnych. W 2019 habilitowała się na podstawie zbioru publikacji Od Joachima Cureusa do Johanna Gottloba Worbsa. Śląska historiografia doby nowożytnej. Za swoje osiągnięcia naukowe, dydaktyczne i organizacyjne otrzymała liczne nagrody rektora Uniwersytetu Wrocławskiego oraz w 2010 Medal Komisji Edukacji Narodowej.
17 lutego 2020 powołana na stanowisko zastępcy Naczelnego Dyrektora Archiwów Państwowych.

## Dorobek naukowy
Zainteresowania naukowe Lucyny Harc koncentrują się wokół problematyki związanej z historią Śląska, ze szczególnym uwzględnieniem okresu nowożytnego, historią historiografii, badaniami nad wiekiem osiemnastym, naukami pomocniczymi historii – zwłaszcza neografii oraz archiwistyce i zarządzaniu dokumentacją współczesną. Do jej najważniejszych publikacji należą:
- Samuel Beniamin Klose (1730–1798): studium historiograficzno-źródłoznawcze, Wrocław 2002, ISBN 83-229-2242-6.
- Gabriela Wąs, Lucyna Harc (red.), Religia i polityka: kwestie wyznaniowe i konflikty polityczne w Europie w XVIII wieku, Wrocław 2009, ISBN 978-83-229-3029-8.
- Johannes Sinapius; Olsnographia Leipzig und Franckfurt, 1706–1707, red. i wstęp Lucyna Harc, Wrocław 2012, ISBN 978-83-910595-5-5.